# Pływanie na Letnich Igrzyskach Olimpijskich 2024 – sztafeta mieszana 4 × 100 m stylem zmiennym
Sztafeta mieszana 4 × 100 m stylem zmiennym – konkurencja pływacka, która odbyła się podczas Letnich Igrzysk Olimpijskich 2024 w Paryżu. Eliminacje zostały rozegrane 2 sierpnia, a finał 3 sierpnia 2024.

## Terminarz
| Data            | Godzina rozpoczęcia (CET) | Runda      |
| --------------- | ------------------------- | ---------- |
| 2 sierpnia 2024 | 12:03                     | Eliminacje |
| 3 sierpnia 2024 | 21:58                     | Finał      |

## Rekordy
Rekord świata i rekord olimpijski przed rozpoczęciem zawodów:
| Rekord            | Reprezentacja                                                          | Czas    | Miejsce | Data          |
| ----------------- | ---------------------------------------------------------------------- | ------- | ------- | ------------- |
| Rekord świata     | Wielka Brytania Kathleen Dawson · Adam Peaty · James Guy · Anna Hopkin | 3:37,58 | Tokio   | 31 lipca 2021 |
| Rekord olimpijski | Wielka Brytania Kathleen Dawson · Adam Peaty · James Guy · Anna Hopkin | 3:37,58 | Tokio   | 31 lipca 2021 |

W trakcie zawodów ustanowiono następujące rekordy:
| Data       | Etap konkurencji | Reprezentacja                                                                                             | Czas    | Rekord |
| ---------- | ---------------- | --- | ------- | ------ |
| 3 sierpnia | finał            | Stany Zjednoczone · Ryan Murphy (52,08) · Nic Fink (58,29) · Gretchen Walsh (55,18) · Torri Huske (51,88) | 3:37,43 | WR     |

## Wyniki

### Eliminacje
| Miejsce | Wyścig | Tor | Reprezentacja     | Zawodnicy | Czas    | Uwagi |
| ------- | ------ | --- | ----------------- | --- | ------- | ----- |
| 1.      | 2      | 5   | Stany Zjednoczone | Regan Smith (57,87) Charlie Swanson (59,65) Caeleb Dressel (50,10) Abbey Weitzeil (53,36)                    | 3:40,98 | Q     |
| 2.      | 1      | 4   | Australia         | Iona Anderson (58,81) Zac Stubblety-Cook (59,68) Emma McKeon (55,86) Kyle Chalmers (47,07)                   | 3:41,42 | Q     |
| 3.      | 2      | 4   | Chiny             | Xu Jiayu (53,16) Tang Qianting (1:05,44) Zhang Yufei (56,59) Pan Zhanle (47,07)                              | 3:42,26 | Q     |
| 4.      | 1      | 5   | Holandia          | Kai van Westering (54,25) Caspar Corbeau (59,28) Tessa Giele (57,81) Marrit Steenbergen (52,26)              | 3:43,60 | Q     |
| 5.      | 2      | 3   | Wielka Brytania   | Kathleen Dawson (1:00,18) James Wilby (59,35) Joe Litchfield (51,37) Anna Hopkin (52,83)                     | 3:43,73 | Q     |
| 6.      | 1      | 3   | Kanada            | Blake Tierney (53,81) Apollo Hess (1:00,46) Margaret MacNeil (56,14) Taylor Ruck (53,46)                     | 3:43,87 | Q     |
| 7.      | 2      | 7   | Francja           | Yohann Ndoye-Brouard (52,48) Antoine Viquerat (59,91) Lilou Ressencourt (58,55) Marie Wattel (53,05)         | 3:43,99 | Q,    |
| 8.      | 2      | 6   | Japonia           | Riku Matsuyama (54,83) Taku Taniguchi (59,69) Mizuki Hirai (56,52) Rikako Ikee (53,21)                       | 3:44,25 | Q     |
| 9.      | 1      | 6   | Niemcy            | Ole Braunschweig (54,05) Melvin Imoudu (59,33) Angelina Köhler (56,60) Nina Holt (54,77)                     | 3:44,75 |       |
| 10.     | 2      | 8   | Izrael            | Anastasia Gorbenko (59,91) Ron Polonsky (59,56) Gal Cohen Groumi (50,84) Andrea Murez (55,02)                | 3:45,33 |       |
| 11.     | 1      | 7   | Włochy            | Michele Lamberti (54,42) Nicolò Martinenghi (59,02) Costanza Cocconcelli (58,47) Sofia Morini (53,89)        | 3:45,80 |       |
| 12.     | 2      | 2   | Szwecja           | Hanna Rosvall (1:00,17) Erik Persson (59,95) Sara Junevik (57,22) Robin Hanson (48,81)                       | 3:46,15 |       |
| 13.     | 2      | 1   | Grecja            | Apostolos Christou (52,83) Evangelos Nthoumas (1:00,34) Anna Ntountounaki (57,85) Teodora Draku (55,38)      | 3:46,40 |       |
| 14.     | 1      | 2   | Polska            | Kacper Stokowski (54,10) Dominika Sztandera (1:07,92) Adrian Jaśkiewicz (51,87) Kornelia Fiedkiewicz (54,30) | 3:48,19 |       |
| 15.     | 1      | 1   | Korea Południowa  | Lee Eun-ji (1:01,56) Choi Dong-yeol (59,99) Kim Ji-hun (52,70) Hur Yeon-kyung (54,53)                        | 3:48,78 |       |
| 16.     | 1      | 8   | Brazylia          | Guilherme Basseto (54,32) Gabrielle Roncatto (1:16,74) Nicolas Albiero (52,27) Stephanie Balduccini (53,94)  | 3:57,27 |       |

### Finał
| Miejsce | Tor | Reprezentacja     | Zawodnicy                                                                                         | Czas    | Uwagi |
| ------- | --- | ----------------- | ------------------------------------------------------------------------------------------------- | ------- | ----- |
| 1 !     | 4   | Stany Zjednoczone | Ryan Murphy (52,08) Nic Fink (58,29) Gretchen Walsh (55,18) Torri Huske (51,88)                   | 3:37,43 | WR    |
| 2 !     | 3   | Chiny             | Xu Jiayu (52,13) Qin Haiyang (57,82) Zhang Yufei (55,64) Yang Junxuan (51,96)                     | 3:37,55 | AS    |
| 3 !     | 5   | Australia         | Kaylee McKeown (57,90) Joshua Yong (58,43) Matthew Temple (50,42) Mollie O’Callaghan (52,01)      | 3:38,76 | OC    |
| 4.      | 1   | Francja           | Yohann Ndoye-Brouard (52,80) Léon Marchand (58,66) Marie Wattel (56,44) Béryl Gastaldello (53,06) | 3:40,96 | NR    |
| 5.      | 7   | Kanada            | Kylie Masse (58,67) Finlay Knox (59,64) Josh Liendo (50,08) Margaret MacNeil (53,02)              | 3:41,41 |       |
| 6.      | 6   | Holandia          | Kira Toussaint (1:00,50) Caspar Corbeau (59,04) Nyls Korstanje (51,19) Marrit Steenbergen (52,39) | 3:43,12 |       |
| 7.      | 2   | Wielka Brytania   | Kathleen Dawson (1:00,68) James Wilby (59,00) Duncan Scott (51,61) Anna Hopkin (53,02)            | 3:44,31 |       |
| 8.      | 8   | Japonia           | Ryōsuke Irie (55,00) Kitajima Kosuke (1:00,48) Mizuki Hirai (56,46) Rikako Ikee (53,23)           | 3:45,17 |       |